# De bästa åren (1946)
De bästa åren (engelska: The Best Years of Our Lives) är en amerikansk dramafilm från 1946 i regi av William Wyler. Filmen handlar om livet för tre amerikanska soldater efter deras hemkomst till USA efter andra världskriget. Filmen vann åtta Oscar, däribland priset för bästa film. Filmen blev mycket populär i USA och Storbritannien och blev den film som spelade in mest pengar sedan Borta med vinden (1939). De bästa åren ligger på sjätte plats av de mest sedda filmerna genom tiderna i Storbritannien, med drygt 20 miljoner sålda biljetter.

## Handling
De tre amerikanska soldaterna Fred (spelad av Dana Andrews), Homer (Harold Russell) och Al (Fredric March) återvänder hem efter flera år i kriget. De möter en rad svårigheter i att anpassa sig till samhället och leva ett ordinärt liv. Fred tjänstgjorde som kapten i flygvapnet och plågas av mardrömmar. Homer låg i flottan där han förlorade båda händerna då hans hangarfartyg sänktes. Al var sergeant i infanteriet och stred vid Stilla havet.

## Rollista i urval
- Myrna Loy – Milly Stephenson

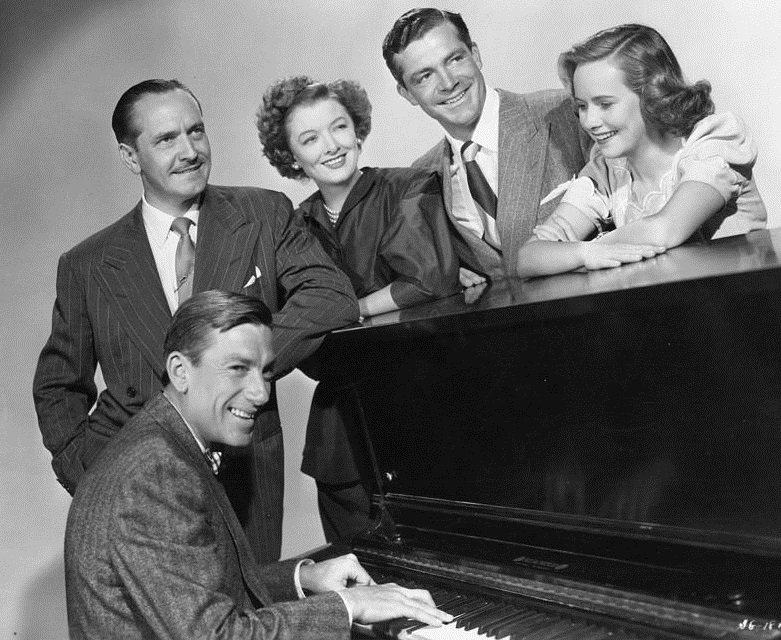
Fredric March, Myrna Loy, Dana Andrews, Teresa Wright och Hoagy Carmichael (vid pianot).

- Fredric March – Al Stephenson, teknisk sergeant
- Dana Andrews – Fred Derry, kapten
- Teresa Wright – Peggy Stephenson
- Virginia Mayo – Marie Derry
- Cathy O'Donnell – Wilma Cameron
- Hoagy Carmichael – Uncle Butch
- Harold Russell – Homer Parish, sergeant
- Gladys George – Hortense Derry
- Roman Bohnen – Pat Derry
- Ray Collins – Mr. Milton
- Minna Gombell – Mrs. Parish
- Walter Baldwin – Mr. Parish
- Steve Cochran – Cliff
- Dorothy Adams – Mrs. Cameron
- Don Beddoe – Mr. Cameron
- Charles Halton – Prew
- Ray Teal – Mr. Mollett
- Erskine Sanford – Bullard
- Victor Cutler – Woody

## Priser och nomineringar
Filmen belönades med åtta Oscar, i kategorierna bästa film, bästa regi, bästa manliga huvudroll, bästa manus efter förlaga, bästa manliga biroll, bästa klippning, bästa filmmusik och en hedersoscar.
Filmen vann också en BAFTA Award för bästa film och två Golden Globe (bästa dramafilm och specialpris till Harold Russell).

## Visningar i Sverige
De bästa åren har visats i SVT, bland annat i april 1979, januari 2020 och februari 2021.